# Джуниор Ландри, Ахиссан
Ахиссан Джуниор Ландри (фр. Ahissan Junior Landry; 10 ноября 1996 года) — ивуарийский футболист.

## Биография
Выступал за команду «Академия Ивуар». В 2015 году перебрался в российский клуб из «Крылья Советов», где провёл 16 матчей в молодёжном первенстве, забив три мяча. Летом 2016 года было объявлено о его переходе в клуб Второй лиги Португалии по футболу «Ольяненсе», но в итоге сезон 2016/17 он начал в составе киевского «Динамо».
В составе юношеской сборной Кот-д’Ивуара (до 17 лет) становился победителем первенства Африки 2013 года, где отметился голом в матче группового турнира против Республики Конго (1:1). На чемпионате мира 2013 года среди юношей гол Джуниора стал победным во стрече 1/8 финала с Марокко (2:1), но дальше четвертьфинала команда пройти не смогла.